# チャレンジ!ホビー
『チャレンジ!ホビー』は、2010年3月29日から2012年3月26日までNHK教育テレビで放送された教養番組である。

## 概要
出演者たちが自身の抱く「夢」や「憧れ」を実現させるため、さまざまな分野の趣味に挑戦する番組である。この番組の挑戦者たちは「チャレンジャー」と呼ばれ、その分野に精通した講師たちに師事しながら自分たちの夢や憧れを実現していく。企画内容はおよそ2か月ごとに変わり、それに合わせてチャレンジャーや共演者たちも入れ替えられる。なお放送内容は、放送前に『趣味工房シリーズ』として、NHK出版からテキスト出版される。

## 放送時間
時刻はいずれもJST。
2010年度
- 毎週月曜 22:00 - 22:25 （本放送）
- 毎週月曜 13:05 - 13:30 （再放送） - 7日遅れで放送。

2011年度
- 毎週月曜 22:00 - 22:25 （本放送）
- 毎週月曜 10:30 - 10:55 （再放送） - 7日遅れで放送。

## 企画内容
『めざせ!ロック・ギタリスト』
（2010年3月29日 - 2010年5月31日）
ますだおかだの増田英彦がロックギターに挑戦する企画。増田は過去にアコースティック・ギターに挑戦したことがあるが、「B」のコードが押さえられずに挫折してしまった。そんな増田がエレクトリック・ギターを初めて手に取り、1970年代のロックの曲を題材にロックギターのテクニックを少しずつ身に付けていった。講師は野村義男が担当。最終目標は増田憧れのギタリスト・Charの曲「SMOKY」をライブで披露すること。
『うまいうどんを打つ! 高田延彦 うどん修行の旅』
（2010年6月7日 - 2010年7月26日）
元総合格闘家で大の麺好き・うどん好きの高田延彦が日本各地の名物うどん店を訪ね、その土地のうどんの奥深さに触れながら名人たちにうどん作りを教わるという企画。ほか、うどんナビゲーター役ではんつ遠藤が出演。ナレーションは服部潤が担当。最終目標は高田オリジナルのうどん作りで、高田は地元民や髙田道場の練習生たちにオリジナルうどんを振舞うために各地で修行に励んだ。番組の途中で、遠藤ナレーションのうどん豆知識のコーナーが挿入されていた。
『夫婦ゴルフのすすめ 〜妻は100切り・夫は90切りに挑戦〜』
（2010年8月2日 - 2010年9月27日）
ガダルカナル・タカ、橋本志穂夫妻がゴルフ強化合宿を行い、プロゴルファーの青山薫に師事しながら各自のウィークポイントを改善していくという企画。企画の前半では「正しいスイングの作り方」をテーマに、青山がその練習法を紹介。飛距離アップのポイントやミスショット撲滅のための素振りの数々を紹介した。後半ではコースマネージメントを軸に、青山が打数90切り・100切りの目標を達成させるべくタカたちを指導した。
『萬田久子といっしょにHIDEBOHのタップダンス』
（2010年10月4日 - 2010年11月29日）
萬田久子がタップダンスに挑戦する企画。この企画で萬田が師事したのは、北野武監督映画『座頭市』でもタップダンスの指導をしたHIDEBOH。また、企画第5回目では同じくタップダンサーの中野目崇真が登場し、HIDEBOHの叩く楽器に合わせてタップダンスを披露した。ほか、ピアニストの岡崎崇が生伴奏を、NHKアナウンサーの加藤成史がナレーションを担当した。なお、この企画はNHKプラネット近畿とNHK大阪放送局が制作を担当した。
『めざせ!あこがれのパティシエ』
（2010年12月6日 - 2011年1月31日）
片岡鶴太郎が洋菓子作りに挑戦する企画。この企画で片岡が師事するのは、フランス・パリを拠点に活動するパティシエ・青木定治。彼がクッキーやフルーツケーキなどの基本的なお菓子から、ビュッシュ・ド・ノエルやガレット・デ・ロワなどのフランス伝統のお菓子まで様々な洋菓子のレシピを紹介する。ナレーションはDJ TAROが担当。
『夢が実現　わたしだけのガラスの器』
（2011年2月7日 - 2011年3月21日）
羽田美智子が吹きガラスを作るという企画。この企画で羽田が師事するのは、個人工房を構えるガラス作家の谷祥一。食事会で使えるようなガラスの食器類を作り、テーブルコーディネートすることを目標に、熱い溶解度に向かって果敢に挑んでいく。鈴木麻里子がナレーションを担当した。なお、この企画はNHKエデュケーショナルとクリエイティブネクサスが制作を担当した。
『自転車で旅をしよう』
（2011年3月28日 - 2011年5月30日）
安めぐみと山田ルイ53世がサイクリングをするという企画。この企画で安と山田が師事するのは、かつてロードレーサーとして活動していたプロロードレースチーム監督の栗村修。日本各地のサイクリングコースを走りながら、長距離を走るテクニックを学び、旅の楽しさを満喫するという企画。チャレンジャーが2人になるのは本企画がはじめて。Saschaがナレーションを担当した。なお、この企画はNHKエデュケーショナルとクロービックが制作を担当した。
『馬で大地を駆け抜けたい!』
（2011年6月6日 - 2011年6月27日）
永井大が乗馬、最終的には馬場の外に出て外乗するのを目標に挑戦する企画。総合馬術JOCコーチである石黒建吉を講師に迎える。ナレーションが笠原留美が担当した。なお、この企画はNHKエデュケーショナルとぷろぺらが担当した。
『かっこいいクロールで　かっこいい体に!』
（2011年7月4日 - 2011年7月25日）
金子貴俊がクロールの最新泳法で1km完泳するという企画。この企画で金子が師事するのは、オリンピック選手の指導を行っている高橋雄介。ナレーションは、塚本貴之が担当している。なお、この企画はNHKエデュケーショナルとNHKプラネット近畿が製作を担当した。
『あなたもこれから山ガール』
（2011年8月1日 - 2011年9月26日）
村井美樹が登山に初挑戦するという企画。講師は橋谷晃。ナレーションは、安井絵里が担当している。なお、この企画はNHKエデュケーショナルとGEN TV PRODUCTIONが製作を担当した。
『海のルアーフィッシング入門』
（2011年10月3日 - 10月31日）
プロ釣り師の児島玲子が、ダニエル・カールと北川えりに海でのルアーフィッシングを教える。ナレーションは、徳山靖彦が担当している。全5回。この企画はNHKエデュケーショナルとシロップが担当した。
『壁に挑め！ボルダリング入門』
（2011年11月7日 - 12月26日）
細川茂樹がボルダリングに挑戦するという企画。講師の尾川智子が、ボルダリングを教える。ナレーションは、望月豊アナウンサーが担当している。なお、この企画はNHKエデュケーショナルとNHKプラネット近畿が製作を担当した。
『プロゴルファー古市忠夫の飛んで上手くなりまっせ！』
（2012年1月9日 - 2月27日）
講師は、古市忠夫。チャレンジャーは、見栄晴。古市の溌剌としたゴルフを形成している4つの基本技術を軸に、心を強くするために何が必要なのかをレッスンする。さらに、体力がなくても日常生活で心がけていることやプロ独特のドリルを紹介する。ナレーションは、鈴木貴子が担当している。なお、この企画はNHKエデュケーショナルとブリッヂが製作を担当した。
『馬で大地を駆け抜けたい!』
（2012年3月5日 - 2012年3月26日）
2011年6月に放送されたものの再放送